# Karakorum (Stadt)
Karakorum (mongolisch ᠬᠠᠷᠠᠬᠣᠷᠣᠮ (Qara Qorum) bzw. Хархорин (Kharkhorin)), für „schwarze Berge“, „schwarzer Fels“, „schwarzes Geröll“, ist eine Ruinenstätte am Fuß des Changai-Gebirges in der Mongolei. Sie war zwischen 1235 und 1260 Hauptstadt des Mongolischen Reiches.

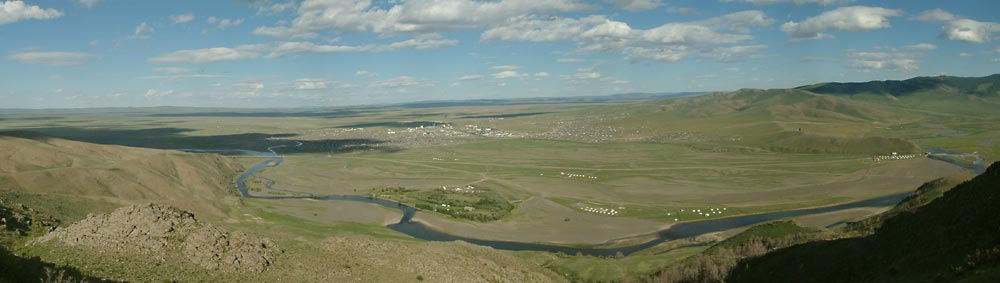
Blick aufs Orchontal und Charchorin

## Geographie
Koordinaten: 47° 12′ 40″ N, 102° 51′ 0″ O
Karakorum, die ehemalige altmongolische Hauptstadt des von Dschingis Khan im 13. Jahrhundert gegründeten Mongolenreiches, bildet auf einer Länge von 1,5 km eine etwa 2 km² große Stadtwüstung, die rund 320 km westlich von Ulaanbaatar im Tal des Orchon auf der Ostseite dieses Flusses liegt. Sie schließt sich an die Nordmauer des Klosters Erdene Dsuu an. Etwas südlich davon befindet sich die heutige Siedlung Charchorin.
Im selben Flusstal gibt es in der Nähe auch kulturgeschichtliche Zeugnisse noch viel älterer Reiche. Dazu zählen Grabstätten alttürkischer Khane, die Ruinen der ostuigurischen Hauptstadt Char balgas (744–840 n. Chr.) und die der anderen Hauptstädte verschiedener Steppen- und alttürkischer Reiche.

## Geschichte

### Gründung
Eine Inschrift aus dem Jahr 1346 schreibt die Gründung der Stadt Dschingis Khan zu und datiert sie auf das Jahr 1220. Diese Angabe ist umstritten, weil Dschingis Khan 1220 nicht in der Mongolei weilte, sondern sich auf einem Feldzug gegen den Choresm-Schah Muhammad II. in Choresmien befand. Dennoch ist es möglich, dass Dschingis Khan befahl, das Hauptlager mit seinem Haushalt und seinen Frauen hier zu errichten. Der Orchon war und ist eine Lebensader der ganzen Region, und an seinem Ufer lagen schon vor Dschingis Khan die Zentren großer Steppenreiche. Die Bedeutung der Region zwischen den Flüssen Orchon und Tuul für die alten Nomadenreiche wird besonders in den Inschriften-Stelen der Kök-Türkischen Herrscher deutlich, die dieses Land als Ötükän bezeichnen. So heißt es auf der Stele des Tonjukuk (errichtet ca. 720):
„Ich war es, Bilgä Tonjukuk, der den türkischen Kaġan und das türkische Volk in das Land des Ötükän geführt hat. Als sie die Nachricht hörten, daß sich die Türken im Land des Ötükän niedergelassen hatten, kamen alle Völker, die im Süden, im Westen, im Norden und im Osten lebten.“
Durch die Wahl des Ortes für eine Residenz gerade an dieser Stelle stellten sich die Herrscher des aufstrebenden Mongolenreiches bewusst in die Tradition der großen Nomadenreiche der Xiongnu, Kök-Türken und Uiguren, die zuvor ihre Zentren in dieser Region hatten.

### Aufstieg
Erst unter Ögedei Khan, dem Sohn und Nachfolger Dschingis Khans, entwickelte sich Karakorum zur ersten Hauptstadt des Mongolenreiches. Von ihm wurde die bedeutende Residenz zu einer richtigen Stadt ausgebaut und ab 1235 zusätzlich mit einer Befestigungsanlage versehen. Dieser nachfolgende Khan wandelte dann die mongolische Raubnation unter anderem auch durch die Einführung von Staatskanzleien und den Bau eines Khanpalastes in dieser Stadt (1236 bis 1256) zu einem dauerhaft organisierten Staatswesen. Für die Mongolen ist Karakorum noch heute die Keimzelle und Geburtsstätte ihres Nationalstaates.
Außerdem wurde die Stadt auch ein religiöses Zentrum und der Ort des Staatskultes. Nachdem unter Kublai Khan der Buddhismus zur Staatsreligion erklärt worden war, hatten die Mongolen alles, was für die Stabilität eines großen Reiches in der Regel unbedingt erforderlich ist: Eine Hauptstadt, eine verbindende Schrift und eine Hochreligion.
Zur Ausübung der den Nomaden bisher unbekannten Tätigkeiten holten sich die Großkhane fremde Handwerker und Künstler in ihr Land, vor allem aber hierher in diese neue Hauptstadt. Die Mongolen eigneten sich die Kenntnisse der Fremden nicht an, sondern sie ließen sie für sich arbeiten. Die fremden Handwerker und Künstler kamen teils freiwillig zu ihnen, teilweise wurden sie jedoch auch hierher verschleppt. Genau so geschah es auch mit dem Pariser Goldschmied Wilhelm Boucher (franz.: Guillaume Boucher), der 1241 in der Schlacht bei Muhi in Ungarn in Gefangenschaft geriet und von den Mongolen nach Karakorum gebracht wurde. Dort durfte er zwar die Stadt nicht mehr verlassen, aber er lebte in guten Lebensverhältnissen, neu verheiratet und mit eigenem Haus. Vom Khan bekam er den Auftrag, für seinen Palast einen auch später von Wilhelm von Rubruk als großes Kunstwerk ausführlich beschriebenen Silberbrunnen zu bauen, aus dessen vier großen Silberarmen zu bestimmten Anlässen jeweils Honigmet, vergorene Stutenmilch (Airag), Reisbier und Wein sprudelten.

### Blüte
In Karakorum zeigten auch die Dschingis Khan nachfolgenden, grausam kriegerischen und tyrannischen Khane ihr zweites, völlig andersartiges Gesicht. Durch ihre tolerante Haltung allem Neuen und Unbekanntem gegenüber wurde ihre Hauptstadt im 13. Jahrhundert nicht nur die Schaltzentrale der Reichsverwaltung und ein Zentrum des Handels und Kunsthandwerks, sondern auch zu einem Schmelztiegel unterschiedlicher Religionen, Kulturen und Völker.
Das berichtet auch der flämische Franziskaner Wilhelm von Rubruk, der 1253 im Auftrag Papst Innozenz’ IV. und König Ludwigs IX. nach Karakorum gereist war und dort im April 1254 ankam: „Es gibt da zwei Stadtviertel, das der Sarazenen, wo der Wochenmarkt stattfindet. Das andere ist das Stadtviertel der Nordchinesen, die durch die Bank Handwerker sind. Ferner sind da zwölf Götzentempel und zwei Moscheen, sowie am äußersten Ende der Stadt eine nestorianisch-christliche Kirche.“
Nach weiteren Aussagen dieses Besuchers stellten die Bevölkerungsgruppe der Muslime in erster Linie die Händler und die der Chinesen die Handwerker. Außerdem lebten diese Bevölkerungsgruppen in getrennten Bezirken. Als prächtigstes Gebäude galt jedoch der große Palast des Khans, in dem sich der schon oben erwähnte von dem gefangenen Goldschmied Guillaume Boucher für den Khan geschaffene Silberbrunnen befand.
Für die Versorgung der Einwohner von Karakorum wurde außerhalb der Stadt eine intensive Landwirtschaft betrieben. Ein von Chinesen angelegtes umfangreiches Bewässerungssystem machte die Steppe dafür urbar. Über weitverzweigte Handelswege, insbesondere die Seidenstraße, wurden diejenigen Güter herangeschafft, mit denen die Bevölkerung sich nicht selbst versorgen konnte. So entwickelte sich Karakorum auch zu einer mächtigen Handelsmetropole, wie auch durch archäologische Funde bewiesen ist.

### Niedergang
Den Status als Hauptstadt des Mongolenreiches verlor sie unter Kublai Khan, der Peking als Hauptstadt wählte. Als die Chinesen 1368 die mongolische Yuan-Dynastie stürzten, flohen die Mongolen zurück in die nördliche Steppe und machten Karakorum wieder zu ihrer Hauptstadt. Für sie bestand dort die Yuan-Dynastie fort und sie nannten das ihnen nach der Vertreibung aus Peking und China verbleibende Territorium das „Nördliche Yuan“. Doch die wiedererstarkten Chinesen setzten in den darauf folgenden Jahren ihre Angriffe unvermindert fort und 1388 gelang es ihnen schließlich, auch Karakorum vollständig zu zerstören. Dennoch behielt die Stadt ihre Bedeutung als nationales Symbol. Im Jahr 1415 beschloss eine mongolische Reichsversammlung den Wiederaufbau. Die Stadt verfiel endgültig im späten 16. Jahrhundert und wurde zum Steinbruch für das 1586 errichtete buddhistische Kloster Erdene Dsuu, welches nachweislich zum Teil aus den Steinen der alten Hauptstadt aufgebaut wurde.

## Ausgrabungen

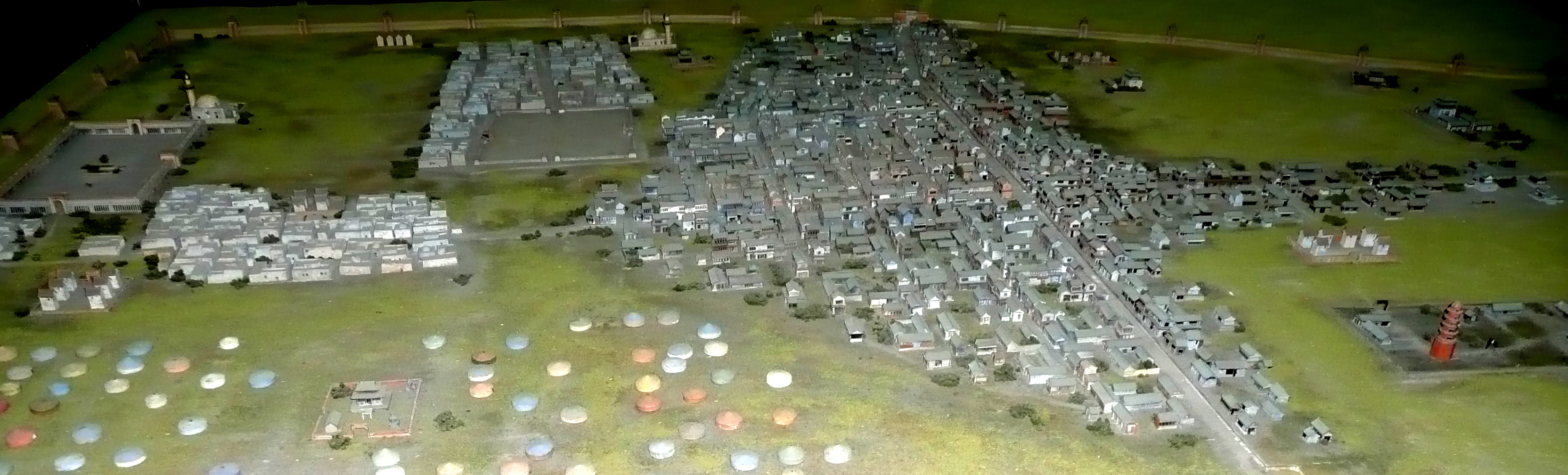
Modell der Stadt Karakorum im Nationalen Museum für Mongolische Geschichte in Ulaanbaatar

Von einer von Sergei Kisseljow und Lidija Jewtjuchowa geleiteten sowjetisch-mongolischen Expedition in den Jahren 1948/49 und in weiteren Grabungskampagnen unter mongolischer Führung wurden Teile der Stadt und – wie bislang vermutet – des Khanpalastes Ugedai Khans ausgegraben. Seit 2000 graben Archäologen unter anderem der Kommission für Archäologie Außereuropäischer Kulturen des Deutschen Archäologischen Instituts zusammen mit mongolischen Wissenschaftlern im Bereich des vermuteten Khanpalastes und des Handwerkerviertels im ehemaligen Stadtzentrum.
Mit modernsten Methoden wurde ein digitales Geländeprofil des gesamten vermuteten Stadtareals erstellt und nach diesen Ergebnissen ein Modell der kompletten ehemaligen Stadtanlage erstellt. Im Jahr 2020 wurde in einer Zusammenarbeit mongolischer Künstler, Informatiker und Archäologen ein virtuelles 3D-Modell der Stadt erstellt, das viele der neueren Forschungsergebnisse einbezog.

### Handwerkerviertel
Bei Grabungen im Handwerkerviertel wurden jeweils eine Eisenschmiede-, eine Silber- und Goldschmiedewerkstätte, eine Bronzegießerei und je eine Werkstätte zur Glasherstellung und Knochenverarbeitung nachgewiesen. In diesem Areal wurde auch ein Stück der Hauptstraße mit am Rande und innerhalb der Steinpflasterung befindlichen Dehnungsfugen aus Holz freigelegt. Diese Fugen sollten die Volumenänderungen des steinernen Straßenbelags bei den in der zentralasiatischen Steppe üblichen starken Temperaturschwankungen ausgleichen. Aus Lehmziegeln gemauerte Wasser- oder Abwasserkanäle wurden ebenfalls entdeckt.

### Münzfunde
Funde von Münzen der verschiedensten Länder beweisen einen regen überregionalen Handel, wobei die auffällige Häufung von chinesischen Münzen im bislang vermuteten chinesischen Handwerkerviertel die Lage desselben nunmehr recht eindeutig bestätigt.

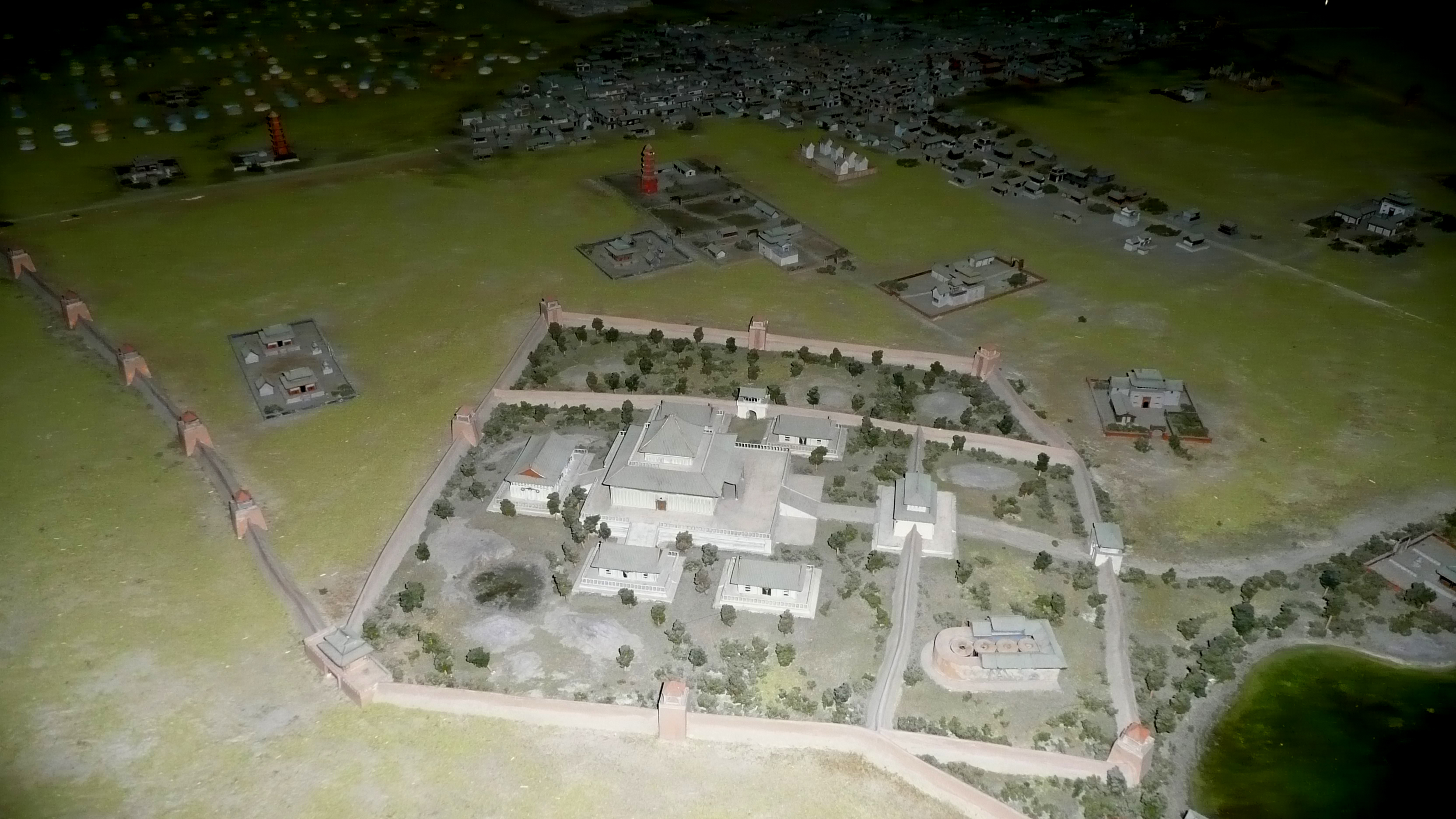
Modell des Khanpalastes bzw. Tempels bei Karakorum im Nationalen Museum für Mongolische Geschichte in Ulaanbaatar

### Khanpalast
Grabungsergebnisse im Bereich des als Khanpalast vermuteten Areals konnten die bis dahin in der Archäologie als fundiert angesehenen Ausdeutungen von Kiselev jedoch nicht bestätigen. Neue Grabungsbefunde deuten viel eher darauf hin, dass man hier auf die Reste des ebenfalls außerhalb des Stadtzentrums gelegenen „Tempels des Aufstiegs der Yuan“ gefunden hatte. Alle Fundkennzeichen stehen nach heutiger Ansicht viel eher mit der für diesen Pavillon des Aufstiegs der Yuan-Dynastie als dem ersten Erdene Dsuu kennzeichnenden sehr langen Bauzeit von 1236 bis etwa 1256 in Übereinstimmung, deuten aber andererseits auch auf eine viel frühere Anwesenheit buddhistischer lamaistischer Mönche als bisher vermutet.

### Karakorum-Inschriftenstele von 1346
Im Fundament eines anderen alten Tempels fand man einen zweiten mongolischen Dolmetscherstein, mit einem kurzen Text in chinesischer Schrift auf der einen und dem gleichen Text in mongolischer Schrift auf der anderen Seite. Ende des 19. und Anfang des 20. Jahrhunderts fand man bereits weitere acht Bruchstücke, die alle zusammen zu einer Stele gehören. Diese Fundstücke insgesamt lassen identische Teile eines Textes erkennen, der in seiner vollständigen Form schon von den „Gesammelten Werken“ des Xu Yuren (1287–1364) den Forschern bekannt ist. Dieser Stelentext belegt die Jahreszahl 1220 als das Datum der Residenzbestimmung von Karakorum durch Dschingis Khan. Diese Stele wurde dann in späterer Zeit zerschlagen und zum Bau des Klosters Erdene Dsuu in Karakorum verwendet.

### Kloster Erdene Dsuu
Das Kloster Erdene Dsuu, auch Erdeni Joo genannt, wurde 1586 vom Fürsten Abtai Sain Khan erbaut. Innerhalb seiner quadratischen Außenmauer haben sich auf einem großen Areal im Jahr 1870 etwa 62 Tempel im chinesisch-mongolischen Mischstil befunden. Das Kloster war damit eines der bedeutendsten buddhistischen Zentren Asiens. In der Zeit der kommunistischen Regierung der Mongolei sind jedoch die meisten Tempel vollständig zerstört worden. Einige Gebäude sind in den letzten Jahren rekonstruiert worden, die vollständige Wiederherstellung der Anlage erscheint auf absehbare Zeit jedoch nicht finanzierbar. Der Innenbereich der Klosteranlage wird aktuell auf Hinweise auf den ehemaligen Khanpalast archäologisch untersucht.

### Steinschildkröten

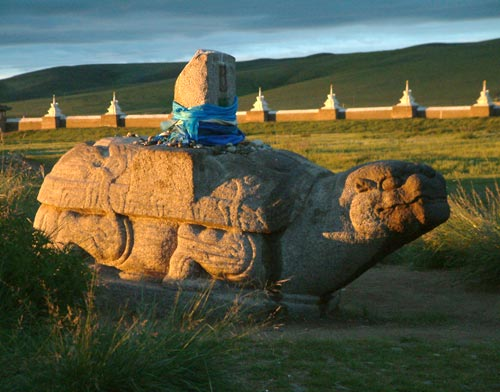
Steinschildkröte

In der Nähe der genannten Klosteranlage wurden drei große steinerne Schildkröten gefunden. Die Forscher sind sich heute sicher, dass die Schildkröte damals das Wahrzeichen von Karakorum war. Schon in der chinesischen Tradition hat die Schildkröte eine große symbolische Bedeutung. Der gewölbte Panzer symbolisiert das Himmelsgewölbe und die flache Unterseite die Erde. Außerdem ist die Schildkröte ein männliches Symbol, das auch alle vier Himmelsrichtungen verkörpert und als besonders langlebig angesehen wird. Eine der Schildkröten befindet sich vor den Überresten des sogenannten „Tempels des Aufstiegs der Yuan[-Dynastie]“ und diente einst als Fundament für die oben erwähnte Inschrift von 1346.

### Amtssiegel
Bei Ausgrabungen in der Stadt wurde auch ein Amtssiegel mit teils chinesischer und Phags-pa-Schrift (auch Mongolische Quadratschrift) gefunden. Dieses Siegel beweist die Existenz der „Nördlichen Yuan“ und ihrer Administration beispielsweise auch unter Biligtü Khan in Karakorum vor der Zerstörung der Hauptstadt durch die Chinesen.